# Hamza al-Khatib
Hamza Ali Al-Khateeb (Arabisch: حمزة علي الخطيب; Daraa, 24 oktober 1997 – aldaar, 25 mei 2011) was een 13-jarige jongen uit Syrië die dood is gegaan tijdens zijn gevangenschap door de Syrische overheid in Daraa gedurende de Syrische opstand van 2011. Op 29 april 2011 werd hij gevangengenomen tijdens een protest. Op 25 mei 2011 werd zijn lichaam aan zijn familie overhandigd, het lichaam was zwaar verminkt, met brandwonden en drie uitwendige schotwonden. De familie van Hamza heeft foto's uitgedeeld en tevens werd een video van zijn lichaam aan journalisten en activisten vertoond. Geschokt door het gewelddadige aard van het fotografische materiaal hebben duizenden mensen via het internet en in protesten op straat door het land hun steun aan de familie van Hamza betuigd. Vele internationale nieuwsagentschappen zoals Al Jazeera hebben Hamza aangeduid als het nieuwe symbool van de opstand in Syrië.

## Achtergrond
Hamza leefde met zijn ouders in een dorp genaamd Al Jeezah of Al Giza in de Daraa regio. Hij was een leerling van groep 7 van de basisschool en was gek op zwemmen. Hij stond bekend als iemand die zijn geld deelde met hulpbehoevenden. “Hij heeft vaak geld aan zijn ouders gevraagd om dit vervolgens aan de armen te geven. Ik herinner me nog dat hij aan iemand 100 Syrische Ponden (€1,75) wilde geven, en zijn familie zei dat dit te veel was. Maar Hamza gaf in zijn antwoord dat hij wel een bed heeft waarin hij warm kan slapen en genoeg te eten heeft, maar die man heeft niets. En zo heeft hij alsnog zijn ouders overtuigd om de 100 pond aan de arme man te geven,” zo vertelde zijn nicht aan Al Jazeera.

## Marteling tijdens zijn gevangenschap
De familie van Hamza heeft verteld dat hij niet geïnteresseerd was in de binnenlandse politiek, maar op 29 april 2011 ging hij met zijn familie mee naar een demonstratie om de bezetting van de stad Daraa te doorbreken. “Iedereen ging gewoon naar de demonstratie, dus hij ging ook vanzelfsprekend mee,” zo vertelde zijn nicht. Hamza liep met zijn vrienden en familie 12 km langs de weg van zijn plaats Al Jeezah noordwestelijk richting Saida. Er werd onmiddellijk met mitrailleurs op de protesterende menigte geschoten toen zij in Saida waren aangekomen. De nicht van Hamza vertelde: “Mensen werden gedood en verwond, sommige werden gearresteerd. Het was chaotisch en we wisten op dat moment niet wat er met Hamza was gebeurd. Hij was plotseling verdwenen.” Bronnen binnen de Syrische overheid bevestigden dat Hamza door de veiligheidsdiensten van de Syrische luchtmacht (Arabisch: Idarat al-Mukhabarat al-Jawiyya) werd opgepakt, samen met nog 51 andere demonstranten. Deze veiligheidsdienst heeft de reputatie om veelvuldig te martelen, hetgeen door mensen die eerder gevangengenomen werden, bevestigd werd.
Een video van zijn lichaam, een paar dagen na zijn dood gefilmd, toont verscheidene kwetsuren, zoals gebroken botten, schotwonden, brandwonden en verminkte genitaliën. The Globe and Mail vatte als volgt samen: “Zijn kaak en beide (linker en rechter) knieschijven waren verbrijzeld. Zijn lichaam vertoonde verscheidene brandwonden veroorzaakt door een brandende sigaret. Zijn mannelijke penis was afgesneden. Andere verwondingen zijn te verklaren door het gebruik van een elektroshockapparaat en zweepslagen met een kabel.”
Nadat Al Jazeera een gedeelte van de ingesproken video uitzond die het verminkte lichaam van Hamza in de laatste week van mei 2011 liet zien, kwamen de mensen via het internet en in protesten in Syrië in opstand uit verontwaardiging.
Als reactie op de verslaggeving van Al Jazeera heeft de chef van de Syrische associatie van medische onderzoekers, dr. Akraam El-Shaar, autopsie verricht en de beschuldiging weersproken dat Hamza zou zijn gemarteld. El-Shaar vertelde dat hij de autopsie van Hamza als supervisor heeft overzien en dat de jongen geen kenmerken vertoonde die aan te duiden zijn als marteling. Hij beweerde tevens dat Hamza is doodgeschoten in de protesten in Daraa en dat alle misvormingen van het lichaam te wijten zijn aan ontbinding van het lijk.

## Gevolgen en impact
De naam van Hamza werd een motiverende factor voor de protesterenden in de Syrische opstand. Een Facebook pagina speciaal ingericht voor Hamza om hem in ere te houden heeft in de maand mei 2011 105.000 belangstellenden opgeleverd. Als gevolg van het verloop van de demonstraties in Syrië, hebben de protesterenden vrijdag als de dag van protest benoemd, zaterdag wordt in Syrië sinds 2011 de dag van Hamza genoemd.
Op 31 mei 2011 heeft de Minister van Buitenlandse zaken van de Verenigde Staten, Hillary Clinton de dood van Hamza als een markeringspunt van de Syrische opstand erkend, waarbij zij aangaf dat hij “symbool staat voor vele Syriërs … het totale ineenstorting van de geloofwaardigheid van de Syrische overheid om met de eigen bevolking te praten en te luisteren”.